# Adenosma elsholtzioides
Adenosma elsholtzioides là một loài thực vật có hoa trong họ Mã đề. Loài này được T.Yamaz. mô tả khoa học đầu tiên năm 1980.